# Чарна-Білостоцька (гміна)
Гміна Чарна-Білостоцька (пол. Gmina Czarna Białostocka) — місько-сільська гміна у східній Польщі. Належить до Білостоцького повіту Підляського воєводства.
Станом на 31 грудня 2011 у гміні проживало 11842 особи.

## Територія
Згідно з даними за 2007 рік площа гміни становила 206.54 км², у тому числі:
- орні землі: 19.00%
- ліси: 74.00%

Таким чином, площа гміни становить 6.92% площі повіту.

## Населення
Станом на 31 грудня 2011:
| Опис     | Загалом | Загалом | Чоловіки | Чоловіки | Жінки | Жінки |
| -------- | ------- | ------- | -------- | -------- | ----- | ----- |
| одиниця  | осіб    | %       | осіб     | %        | осіб  | %     |
| все      | 11842   | 100     | 5756     | 48.61    | 6086  | 51.39 |
| міське   | 9774    | 100     | 4713     | 48.22    | 5061  | 51.78 |
| сільське | 2068    | 100     | 1043     | 50.44    | 1025  | 49.56 |

## Сусідні гміни
Гміна Чарна-Білостоцька межує з такими гмінами: Васильків, Добжинево-Дуже, Книшин, Корицин, Сокулка, Супрасль, Янув, Ясьонувка.